# Szklany most w Zhangjiajie
Szklany most w Zhangjiajie (chiń. upr. 张家界大峡谷玻璃桥; pinyin Zhāngjiājiè dà xiágǔ bōlí qiáo, pl. most Odważnych Ludzi) – pieszy most zlokalizowany w Chinach, w Parku Geologicznym Shiniuzhai (prowincja Hunan). Obiekt jest pierwszym na świecie mostem, którego konstrukcja w całości została wypełniona szklanymi taflami. 
Projektantem mostu był architekt Haim Dotan z Izraela. Budowla otwarta w 2014 przerzucona jest nad kanionem Zhangjiajie, na wysokości 180 metrów nad lustrem wody. Zastąpiła wcześniejszy obiekt drewniany, wypełniając jego pierwotną konstrukcję taflami szkła. Szerokość mostu wynosi 6 metrów. Grubość tafli szkła to 24 mm i są one 25 razy mocniejsze od zwykłego szkła okiennego. Dla zwiększenia bezpieczeństwa użytkowników całość wzmocniona jest linami stalowymi i teleskopowymi podporami. Most mieści jednocześnie osiemset osób, a dla spotęgowania wrażeń turystów, w kontrolowany sposób kołysze się na wietrze. Jest też odporny na trzęsienia ziemi. 